# Heinrich Brockmann
Heinrich Adolph Christian Brockmann (* 23. Februar 1820 in Parchim; † 10. März 1858 in Neustadt i. Meckl.) war ein deutscher Arzt.
Er studierte Medizin an den Universitäten Jena, Berlin, Würzburg und Rostock, wo er 1846 die Promotion erlangte. Anschließend wirkte er bis zu seinem Tod als praktischer Arzt in Neustadt in Mecklenburg. Ab Oktober 1850 war er mit Christine Helene Luise Kittel verheiratet, der Tochter des Pastors Johann Jakob Christian Kittel in Spornitz.
In seiner Dissertation mit dem Titel „De Pancreate Piscium“ beschrieb er anatomische Strukturen aus endokrinem Gewebe in der Groppenart Cottus scorpius und der Kabeljauart Gadus callarias, die in den meisten Knochenfischen vorkommen und nach ihm als Brockmann-Körper bezeichnet werden.